# 결혼하지 않는다
《결혼하지 않는다》(結婚しない 겟콘시나이[*]: Wonderful Single Life)는 2012년 10월 11일부터 동년 12월 20일까지 후지 TV 계열에서 매주 목요일 저녁 10시에 방송된 텔레비전 드라마이다. 첫화는 22:00부터 23:09(JST)까지 15분 확대 방송되었다.
결혼하고 싶다고 생각하면서도 〈결혼 못하는 여자〉와 일을 선택해 〈결혼하지 않아도 좋다고 생각하는 여자〉의 우정과 두 사람과 얽히게 되는 〈결혼할 여유가 없어 포기하고 있는 남자〉 각자의 결혼하지 않는 삶을 그리고 있다.
칸노 미호와 아마미 유키 공동 주연 작품이다.

## 출연진

### 주요 인물
타나카 치하루 (34→35) - 칸노 미호
여행대리점 H.I.S의 계역 사원. 친구들이 하나둘씩 결혼과 출산을 해나가는 것을 보고 이대로 혼자서 늙어가는 게 아닌가 하는 불안에 떨고있다. 치하루라는 이름은 〈(치하루가 태어난) 가을은 쓸쓸하지만, 봄날이 많이 오기를〉이라는 뜻을 담고 있다.
키리시마 하루코 (44) - 아마미 유키
Natural Gardener 디자인부 정원 다자이너. 과거에는 상사인 히구치와 불륜 관계였으며 가정의 문제 등으로 인해 평생 독신을 관철한다. 결혼상대는 '정원 일'이라고 생각하고 있다.
쿠도 준페이 (32) - 타마키 히로시
꽃집 Maison FLORAL의 아르바이트 점원. 미술 대학을 졸업하였으나 계속해서 그림의 길을 가야 하는지 고민 중이다.

### 치하루의 가족
타나카(타치바나) 치나츠 (29) - 나카무라 유리
치하루의 여동생. 요이치로와 약혼하였다. 밝고 약삭빠른 성격으로 결혼 후에는 지금 가족의 집에서 남편, 부모님과 함께 살 계획이다.
타치바나 유이치로 (29) - 아오야기 쇼
치나츠의 약혼자.
타나카 타쿠 (58) - 하루미 시호
치하루·치나츠의 부친.
타나카 노리코 (56) - 이치게 요시에
치하루·치나츠의 모친.

### 하루코의 가족
키리시마 요코 (64) - 카지 메이코
하루코의 모친.
키리시마 후사에 - 이치카와 지에코
하루코의 조모.

### 메이후 대학
타니가와 슈지 (46) - 코이치 만타로
교수. 마이 일행에게 현대 사회학 강의를 하고있다. 이 작품의 각본 감수를 담당한 모리카와 토모노리가 모델이다.
사쿠라 마이 (18) - 미요시 아야카
1학년. Maison FLORAL에서 아르바이트를 하고 있으며 삽화가 특기이다.
스즈키 토모미 (18) - Sharo
1학년. 미인으로 시원시원한 말을 한다.
사토 쇼타 (18) - 나가에 유우키
1학년.
야마다 히로키 (18) - 히가시데 마사히로
1학년.

### H.I.S
스즈무라 마리코 (29) - 후쿠다 아야노
치하루의 후배인 계약 사원.
모리타 준 (23) - 이리에 진기
치하루와 마리코의 후배 사원.
타카하루 세이지 - 토쿠시게 사토시 (제7화 - )
치하루가 근무하는 영업소에 본사로부터 배속된 사원. 본사에서는 단체여행 기획 취급 부문에 소속해 있었다.

### Natural Gardener 디자인부
하라다 - 나카노 준이치로 / 사와다 - 타지마 슌야
하루코의 동료.
히구치 (52) - 이시바시 료
디자인부 부장. 하루코의 전 불륜상대.

### 그 외
코노 미즈키 (29) - 이토 아유미
준페이의 미술 대학 시절 후배.
미카코 - 니시오 마리
치하루의 대학시절의 서클 친구. 기혼자로 딸이 있다.
이시카와 유카리 - 니시야마 마유코
치하루의 대학시절의 서클 친구. 기혼자로 아들이 있다.
와타나베 츠구미 (35) - 이치카와 미와코
치하루의 대학 시절 서클 친구. 치하루와 마찬가지로 독신이었으나 전 남자친구의 아이를 임신하여 관계를 회복하고 결혼한다.

### 게스트

#### 제1화
코지마 케이스케 - 나카무라 슌스케 (제3화)
치하루의 대학 시절 동아리 친구이자 전 남자친구. 히토미와 결혼했으며, 신혼여행지 선택을 위해 방문한 여행사에서 우연히 치하루와 재회한다.
쿠보 유지 - 하카마다 요시히코
치하루의 대학 시절 동아리 친구. 케이스케에게 듣고 사원 여행의 상담으로 치하루가 일하는 여행대리점을 방문한다. 대학 시절 치하루와 '35살이 되어도 서로 독신이면 결혼하자'라는 약속을 했었다.
키쿠치 히토미 - 하세베 히토미
케이스케의 약혼자.
미카코 - 니시오 마리 / 유카리 - 니시야마 마유코
치하루의 대학 시절 동아리 친구. 둘 다 결혼했으며 아이도 있다.
경찰관 - 토쿠이 유
공원 분수에 들어가 있는 치하루와 하루코를 수상한 사람으로 여겨 인도하여 사정을 청취한다.

#### 제2화
아사오 타카시 (40) - 이케우치 만사쿠
아케보노 약품 약품 개발부 연구원. 결혼의 조건은, 초혼으로, 40세의 자신을 받아 들여 주어 독일 전근에 따라 와 주는 것.
이시카와 - 야하타 토모아키
유카리의 남편. 레스토랑을 경영하고 있지만, 사업 실패로 도산의 위기에 있다.

#### 제3화
사와이 히데오 - 야마나카 소우 (제5화)
미즈키가 개인전을 연 화랑의 오너. 준페이에게 스탭이 되지 않겠느냐고 얘기한다.
미호 - 마츠오카 에미코
치하루의 직장 후배. 내점한 남성객과 여행의 협의를 하다가 교제로 발전해, 결혼이 정해진다.

#### 제4화
쿠도 료헤이 - 마시마 히데카즈
준페이의 형으로, 아내와 아들이 있다. 상사 근무로 샹하이 지사에의 전근이 정해져 있다.
쿠도 요시오 - 타쿠보 잇세이
료헤이·준페이의 숙부. 딸 유키는 영국에 유학할 예정.

#### 제5화
히구치 시오리 - 츠츠이 마리코
히구치의 아내.
히구치 아이미 - 후지모토 이즈미
히구치의 딸.

#### 제6화
이시카와 렌 (5) - 이가라시 소라
유카리의 아들. 유카리가 후쿠오카에 가있는 동안, 치하루가 맡는다.

#### 제8화
코바야시 카즈오 - 타카스기 코우
Natural Gardener 디자인부 부(副)부장.

#### 제10화
타카야나기 유코 - 콘노 아사미 (최종화)
산부인과의. 하루코의 담당 의사.

## 스태프
- 각본: 야마자키 우코, 사카구치 리코
- 음악: 스에히로 켄이치로, MAYUKO
- 음악 프로듀스: 시다 히로히데
- 연출: 이시이 유스케, 타나카 료, 세키노 무네노리
- 프로듀스: 나카노 토시유키
- 제작저작: 후지 TV 드라마 제작 센터

## 주제가
- 코부쿠로 〈종이비행기〉 (紙飛行機 가미히코키[*])

## 부제 및 시청률
| 각 화                                                       | 방송일           | 부제                                                                     | 꽃 〈꽃말〉                                   | 연출            | 시청률 |
| ----------------------------------------------------------- | ---------------- | ------------------------------------------------------------------------ | --------------------------------------------- | --------------- | ------ |
| 제1화                                                       | 2012년 10월 11일 | 결혼은 당연!? 의무!? 못하는 VS 안하는 여자!! 미혼 여성의 사랑과 결혼!?   | 거베라 〈한걸음〉                             | 이시이 유스케   | 13.0%  |
| 제2화                                                       | 2012년 10월 18일 | 결혼하고 싶다!! 그렇지만, 양보할 수 없는 조건이란!?                      | 애스터 〈믿는 사랑〉                          | 이시이 유스케   | 13.6%  |
| 제3화                                                       | 2012년 10월 25일 | 너무 서투른 우리들!? 화제 비등!! 사랑의 행방은!! 오늘 밤 WEB과 생 연동!! | 렌텐 로즈 〈소중한 사람, 단단한 우정〉        | 타나카 료       | 10.3%  |
| 제4화                                                       | 2012년 11월 1일  | 독신=불효? 그러나 미혼 여성의 대분투!!                                   | 델피니움 〈당신을 행복하게 해줄게요〉         | 타나카 료       | 10.9%  |
| 제5화                                                       | 2012년 11월 8일  | 움직이기 시작하는 생각이란!? 사랑의 끝에 있는 충격!!                     | 아가판투스 〈사랑의 전달〉                    | 이시이 유스케   | 12.2%  |
| 제6화                                                       | 2012년 11월 15일 | 달리기 시작한 사랑이란!? 최후에 찾은 대답                                | 카네이션 〈모성애〉                           | 타나카 료       | 11.3%  |
| 제7화                                                       | 2012년 11월 22일 | 좋아하는데 안녕 서투른 사랑의 대상                                       | 스토크 〈바라보는 미래〉                      | 이시이 유스케   | 10.9%  |
| 제8화                                                       | 2012년 11월 29일 | 키스의 밤…사랑과 인생의 대역전!!                                         | 들장미 〈아픔으로부터 일어선다〉              | 세키노 무네노리 | 10.6%  |
| 제9화                                                       | 2012년 12월 6일  | 여자의 우정에 대파란!! 뺨을 치며 눈물!?                                  | 포인세티아 〈당신의 행복을 빈다〉             | 이시이 유스케   | 12.7%  |
| 제10화                                                      | 2012년 12월 13일 | 여자의 인생, 마지막 선택                                                 | 심비디움 〈솔직한 마음〉                      | 타나카 료       | 12.6%  |
| 최종화                                                      | 2012년 12월 20일 | 마지막 선택과 결단!! 우리가 낸 대답!!                                    | 다이아몬드 릴리 〈다시 만날 날을 기대하도록〉 | 이시이 유스케   | 11.7%  |
| 평균 시청률 11.8% (시청률은 간토 지방·비디오 리서치사 조사) |                  |                                                                          |                                               |                 |        |

## 기타 사항
- 극중 타나카 치하루가 근무하는 H.I.S 여행사는 배경인 요코하마에 위치하지 않고, 동경도 신주쿠구 타카다노바바 4-9-12 (東京都新宿区高田馬場4-9-12)에 위치한 H.I.S 타카타노바바영업소 (H.I.S. 高田馬場営業所)이다.

## 같이 보기
- 《내가 연애할 수 없는 이유》 - 제작진이 많이 겹치며 30대, 40대 미혼률이 과거 최고 기록을 경신하는 가운데 결혼 하지 않는 남녀를 그린 본 작품에 비해 이 작품에서는 연애초빙하기를 사는 연애 할 수 없는 20대 여성들을 그리고 있다.